# Enodinympha translucida
Enodinympha translucida là một loài côn trùng trong họ Osmylidae thuộc bộ Neuroptera. Loài này được Ren & Engel miêu tả năm 2007.